# Blakea podagrica
Blakea podagrica är en tvåhjärtbladig växtart som beskrevs av José Jéronimo Triana. Blakea podagrica ingår i släktet Blakea och familjen Melastomataceae. Inga underarter finns listade i Catalogue of Life.